# Фика

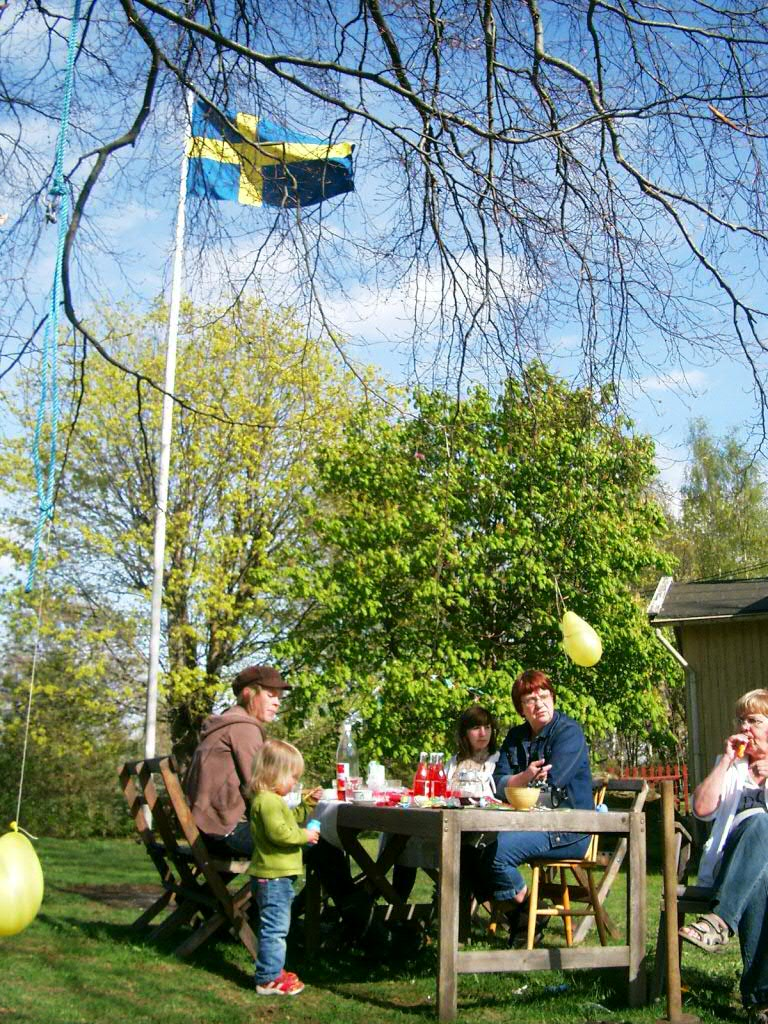

Фика (швед. fika) — шведская традиция делать перерыв в работе, чтобы выпить кофе. Перерыв такой шведы устраивают каждые два часа, и длится он не более 15 минут.
В шведском языке слово fika является как существительным, означающим сам перерыв, так и глаголом, описывающим его выполнение. Фика часто проводится в кругу коллег, друзей или семьи. К кофе иногда подают сладости или выпечку и, прежде всего, улитки с корицей.
В 2007 году жители города Кальмар установили рекорд, собрав самую большую зарегистрированную фику, в которой приняли участие 2620 человек. Для того, чтобы побить этот рекорд, скандинавский производитель кофе Gevalia устроил подобные мероприятия в 2009 году в десяти городах. Новым рекордсменом стал Эстерсунд, в котором на фику пришли 3563 жителей и гостей города.